# 耶漂镇区
耶漂镇区為緬甸德林達依省土瓦縣下辖的一个鎮區。2014年人口122,633人，區域面積4,053.3平方公里。該鎮區下分94個村莊。耶漂為該鎮區之首府。